# サム・パラディオ
サム・パラディオ (Sam Palladio ) はイギリスの俳優、ミュージシャン。ケント・ペンバリー出身。ABCのドラマ『ナッシュビル』にガナー・スコット役で出演。『Little Crackers 』、『Doctors 』、『The Hour 』、『Cardinal Burns 』にゲスト出演し、また2012年『マット・ルブランの元気か〜い?ハリウッド!』にも度々出演している。映画出演は『7 Lives 』、『Runner, Runner 』など。

## 主な出演作品
- Little Crackers (2010年、1エピソード) Joe Strummer役
- Doctors (2011年、1エピソード) Jamie Laker役
- The Hour (2011年、2エピソード) Rockabilly役
- 7 Lives (2011年) Calvin役
- Cardinal Burns (2012年、1エピソード)
- マット・ルブランの元気か〜い?ハリウッド! Episodes (2012年、6エピソード) Stoke役
- ナッシュビル Nashville (2012年) Gunnar Scott役
- ランナーランナー Runner, Runner (2013年) シェッキー役
- スイッチング・プリンセス The Princess Switch (2018年) エドワード・ウィンダム王子役

## ディスコグラフィ

### シングル
| 年                 | 題名                                               | 最高順位     | 最高順位 |
| 年                 | 題名                                               | USカントリー | US       |
| ------------------ | -------------------------------------------------- | ------------ | -------- |
| 2012               | "If I Didn't Know Better" (with クレア・ボウエン)A | 27           | 102      |
| 2012               | "Fade Into You" (with クレア・ボウエン)            | 25           | 92       |
| 2012               | "I Will Fall" (with クレア・ボウエン)              | 45           | —        |
| 2012               | "When the Right One Comes Along"                   | 35           | —        |
| "—" ランクイン無し |                                                    |              |          |

- A100位以内にはランクインしなかったが、100位以下の注目曲に選ばれた。